# Погрешно скретање 3
Погрешно скретање 3 (енгл. Wrong Turn 3: Left for Dead) је британско-амерички слешер филм из 2009. године који је режирао Деклан О'Брајан, а главне улоге тумаче Том Фредерик, Џенет Монтгомери и Тамер Хасан. Наставак је филма Погрешно скретање 2: Крај пута и трећи је део у франшизи Погрешно скретање.
Изашао је 20. октобра 2009. године, а прати га наставак, који је хронолошки први, Погрешно скретање 4: Крвави почетак. Према оцени сајта ИМДб, филм има релативно слабију оцену 4,6/10 звездица и по оцени се у целој франшизи налази у средини.

## Радња
Четири другара - Алекс, Брент, Софи и Треј одлазе у Западну Вирџинију. Док кампују поред реке, појављује се људождер Тропрсти и убија све тинејџере осим Алекс која бежи након што је присуствовала смрти својих пријатеља.
Најнапетији део наступа када се Алекс буди у кабини Тропрстог и види заменика Лејна како умире. Нејт проналази кабину и ослобађа Алекс, али их нападају док беже. Тропрсти јури за њима док се одвозе његовим камионом за вучу. Онда су се забили у дрво. Док ће камион експлодирати, појављује се Брендон и извлачи Алекс. Док Брендон помаже Нејту, Тропрсти их напада, али Нејт успева да га убије убодом у главу удицом за месо. Након што је Нејт пустио Брендона у замену за његову помоћ, тим службе Савезних Шерифа Сједињених Држава стиже следећег јутра да спасе Нејта и Алекс.
Нешто касније, Нејт се враћа у шуму да узме преостали новац из оклопног камиона, али Брендон се појављује и убија га. Док узима новац, појављује се непознати канибал и убија Брендона.

## Улоге
| Глумац              | Улога             |
| ------------------- | ----------------- |
| Том Фредерик        | Нејт Вилсон       |
| Џенет Монтгомери    | Алекс Мајлс       |
| Том Мекеј           | Брендон Луис      |
| Тамер Хасан         | Карлос Чавез      |
| Гил Колирин         | Флојд             |
| Џејк Карен          | Крофорд           |
| Кристијан Контрерас | Вилијам Хуарез    |
| Чак Вен             | Волтер Хејзлтон   |
| Мајк Страуб         | Преслоу           |
| Борислав Илијев     | Тропрст           |
| Борислав Петров     |                   |
| Бил Муди            | шериф Алан Карвер |
| Ема Клифорд         | заменик Ели Лејн  |